# Gallatin (Nueva York)
Gallatin es un pueblo ubicado en el condado de Columbia en el estado estadounidense de Nueva York. En el año 2000 tenía una población de 1.499 habitantes y una densidad poblacional de 14.7 personas por km².

## Geografía
Gallatin se encuentra ubicado en las coordenadas 42°3′56″N 73°42′59″O / 42.06556, -73.71639.

## Demografía
Según la Oficina del Censo en 2000 los ingresos medios por hogar en la localidad eran de $42,454, y los ingresos medios por familia eran $48,393. Los hombres tenían unos ingresos medios de $35,500 frente a los $23,375 para las mujeres. La renta per cápita para la localidad era de $21,041. Alrededor del 5.6% de la población estaban por debajo del umbral de pobreza.